# Percy Young
Percy Marshall Young, född 17 maj 1912 i Cheshire, död 9 maj 2004, var en brittisk musikolog och tonsättare.
Young var elev vid Christ's Hospital och Selwyn College i Cambridge där han fick orgelundervisning. Han studerade i Belfast och var från 1944 till 1966 musikdirektör vid Wolverhampton College of Technology.
Han publicerade mer än femtio böcker, däribland talrika musikbiografier och en brittisk musikhistoria. Dessutom komponerade han sånger, kammarmusik och körverk. På 1990-talet uppförde han Edward Elgars ofullbordade opera The Spanish Lady och skrev till den en svit i fem satser.

## Musikaliska verk
- Birds and Beasts, sånger
- A Child's Garden of Verse efter Robert Louis Stevenson
- Fugal Concerto för två pianon och stråkar, 1954
- Festival Te Deum, 1961
- Lea Hall Overture
- Elegy för stråkorkester

## Skrifter
- Young, Percy M. (1949) (på engelska). The oratorios of Handel. London: Dobson. Libris 1671634
- Young, Percy M. (1951) (på engelska). Messiah: a study in interpretation. The student's music library. London: Dobson. Libris 935480
- Young, Percy M. (1955) (på engelska). Elgar, O.M.: a study of a musician. London: Collins. Libris 986534
- Young, Percy M. (1967) (på engelska). A history of British music. London: Benn. Libris 214212